# Schnellschach
Das Schnellschach ist eine Form des Schachspiels, bei welcher den Spielern eine Bedenkzeit von mehr als 10, aber weniger als 60 Minuten für alle Züge zur Verfügung steht. Die Spielregeln, welche vom internationalen Schachverband FIDE festgelegt werden, weichen vom Standardschach leicht ab.
Zwischen dem normalen Turnierschach und dem Blitzschach nimmt das Schnellschach bei der Bedenkzeit eine Mittelstellung ein. Der Zeitverbrauch pro Spieler wird bei allen drei Schachformen mit einer Schachuhr gemessen. Während beim Blitzschach jedem Spieler für alle Züge meist fünf Minuten zur Verfügung stehen, sind beim Normalschach meist zwei Stunden allein für die ersten 40 Züge verfügbar.
Wenn in der Weltspitze mit digitalen Schachuhren gespielt wird, dann kommt meist der Fischer-Spielmodus zum Einsatz, etwa mit 25 Minuten Bedenkzeit für die Partie und einer zusätzlichen Zeitgutschrift von 10 Sekunden pro Zug.
Weiterhin gelten beim Schnellschach einige besondere Regeln, die beim Normalschach nicht gültig sind: So entfällt beispielsweise das sonst obligatorische Mitschreiben der Züge.
Das Schnellschach ist eine relativ neue Entwicklung und wurde etwa Mitte der 1980er Jahre populär. Normalschach und Blitzschach existierten schon erheblich länger. Während das Normalschach für die meisten Zuschauer durch seine Langsamkeit keine hohe Attraktivität bietet und das Blitzschach die Qualität des Spieles erheblich mindert, bietet das Schnellschach eine Synthese aus den Vorzügen beider anderen Formen.
Im Jahre 2012 organisierte die FIDE erstmals eine Weltmeisterschaft im Schnellschach, die in Astana ausgetragen wurde. Gespielt wurde ein einrundiges Turnier mit 16 Teilnehmern, die Bedenkzeit betrug 15 Minuten plus 10 Sekunden pro Zug. Sieger wurde Sergei Karjakin mit 11,5 Punkten. Seit 2014 organisiert die FIDE auch eine Weltmeisterschaft der Frauen, nachdem es bereits 1992 und 2012 zwei Austragungen gegeben hatte.